# Vincenzo Puccio
Vincenzo Puccio (Palermo, 27 novembre 1945 – Palermo, 11 maggio 1989) è stato un mafioso italiano.

## Biografia
Entrò nella famiglia mafiosa di Ciaculli nei primi anni settanta e, come molti altri membri di quella particolare famiglia, opera in stretto rapporto con i Corleonesi.
Inizialmente divenne l'autista di Giuseppe Greco detto Scarpuzzedda. È stato arrestato la sera del 4 maggio 1980 in flagranza di reato per l'omicidio del capitano Emanuele Basile, assieme a Giuseppe Madonia e ad Armando Bonanno, e poi assolto dopo un travagliato iter giudiziario in primo grado (ma è stata poi stabilita in secondo e terzo grado, con certezza, la loro colpevolezza).
Fu probabilmente coinvolto negli omicidi del colonnello Giuseppe Russo, del giornalista Mario Francese, del magistrato Cesare Terranova e del presidente della Regione Sicilia Piersanti Mattarella.
Nell'autunno inoltrato del 1985, grazie all’appoggio di Salvatore Riina, Puccio uccise, con l’aiuto di Giuseppe Lucchese, il loro amico e capo mandamento Giuseppe Greco, così da prendere il suo posto.  
Puccio è stato ucciso all'alba dell'11 maggio 1989 mentre era detenuto al carcere dell'Ucciardone: il killer Antonino Marchese, fratello del collaboratore di giustizia Giuseppe, gli fracassò la testa nel sonno con un colpo di una padella in ghisa. Quel giorno stesso aveva chiesto di parlare con il magistrato per cambiare cella. Meno di un'ora dopo, nel Cimitero dei Rotoli di Palermo , veniva ucciso a colpi di pistola anche il fratello Pietro Puccio (36 anni). Un terzo fratello, Antonino (53 anni), fu ucciso per strada a Palermo il 5 luglio dello stesso anno.
Secondo il collaboratore di giustizia Giuseppe Marchese, ad ordinare l'omicidio fu il boss corleonese Totò Riina perché Vincenzo Puccio si stava organizzando con alcuni picciotti per prendere il potere assoluto di Cosa nostra, allora nelle mani di Riina.